# Ernst Erich Müller
Ernst Erich Müller (* 5. September 1912 in Dresden; † 16. August 1972 in Wien) war ein österreichischer Maler.

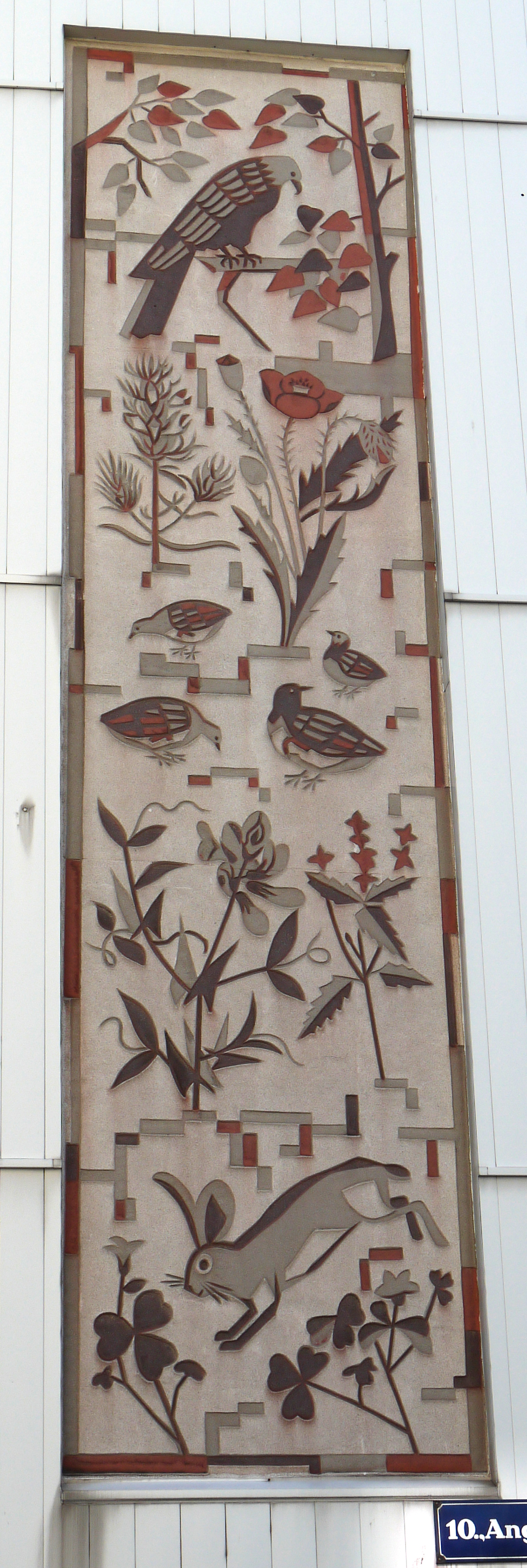
Pflanzen und Tiere des Laaer Berges (1955), Sgraffito von Ernst Erich Müller, Angeligasse 15-17c, Wien-Favoriten

Der verlorene Sohn

## Leben und Werk
Seit seinem zweiten Lebensjahr lebte er in Wien. Während seiner Tätigkeit als Zeichner bei einer Firma besuchte er Abendaktkurse an der Wiener Kunstgewerbeschule bei Anton von Kenner. Später studierte er an der Hochschule für angewandte Kunst und an der Akademie der bildenden Künste bei Josef Dobrowsky (Diplom 1959).
Für den Salvador-Allende-Hof entwarf Müller 1963–1968 für die Stiegenhausachsen der Wohnblöcke abstrakt-dekorative Sgraffitowandfelder. Für das Gebäude Angeligasse / Troststraße / Wirergasse im X. Wiener Bezirk fertigte er 1955/1956 zwei Sgraffitowandbilder (24 × 2 m und 27 × 2 m) mit dem Titel Pflanzen und Tiere des Laaerberges. Für das Gebäude Weisenböckstraße/Simmeringer Hauptstraße/Lorystraße im XI. Bezirk entstanden von ihm 1965/1968 ebenfalls dekorative Sgraffitowandfelder.
Er war Mitglied des Hagenbundes und ab 1953 der Künstlergruppe Der Kreis. Müller war in Wien als freischaffender Maler tätig.
Teilnahme an zahlreichen Gruppenausstellungen im In- und Ausland.
Müller war ab 1966 Mitglied der Freimaurerloge Gleichheit und 1970 Gründungsmitglied der Loge Zu den 3 Rosen.